# Cuộc chiến luân hồi
Cuộc chiến luân hồi (tiếng Anh: Edge of Tomorrow, còn có tên tiếp thị là Live Die Repeat: Edge of Tomorrow trên các phương tiện truyền thông gia đình hoặc ngắn gọn là Live Die Repeat) là một bộ phim hành động, khoa học viễn tưởng của Hoa Kỳ, ra mắt năm 2014, với sự tham gia diễn xuất của Tom Cruise và Emily Blunt. Phim được đạo diễn bởi Doug Liman, có phần kịch bản được chuyển thể từ tác phẩm tiểu thuyết Nhật Bản All You Need Is Kill (2004) của tác giả Hiroshi Sakurazaka. Cuộc chiến luân hồi lấy bối cảnh thế giới tương lai khi hầu hết châu Âu đã bị xâm lược bởi một chủng tộc ngoài hành tinh. Chuyện phim xoay quanh nhân vật thiếu tá William Cage (Tom Cruise), một nhân viên quan hệ công chúng không có kinh nghiệm chiến đấu, bị cấp trên buộc phải tham gia một chiến dịch đổ bộ tấn công quân thù.
Cuối năm 2009, 3 Arts Entertainment mua bản quyền cuốn tiểu thuyết từ Nhật Bản và sau đó bán kịch bản đặc tả cho Warner Bros. của Mỹ. Hãng này tiến hành làm phim cùng với sự tham gia của 3 Arts; Viz Media, nhà xuất bản cuốn sách và công ty sản xuất Village Roadshow đến từ Úc. Quá trình quay phim bắt đầu vào cuối năm 2012, diễn ra tại Anh, chủ yếu ở WB Studios, Leavesden, ngoại ô Luân Đôn và nhiều địa điểm khác, chẳng hạn như Quảng trường Trafalgar, Luân Đôn hay vùng ven biển Sauton Sands. Tổng cộng, có chín công ty chịu trách nhiệm xử lý hiệu ứng hình ảnh cho bộ phim.
Hơn 100 triệu đô la Mỹ là số tiền mà Waner Bros. đã chi cho công tác quảng bá tác phẩm. Cuộc chiến luân hồi công chiếu vào dịp cuối tuần vào ngày 30 tháng 5 năm 2004, tại 28 vùng lãnh thổ, bao gồm Vương quốc Anh, Brazil, Đức, Tây Ban Nha và Indonesia. Tiếp tục ra mắt ngay cuối tuần tiếp theo vào ngày 6 tháng 6, tại 36 vùng lãnh thổ khác, gồm Bắc Mỹ (Hoa Kỳ và Canada), Úc, Trung Quốc và Nga. Bộ phim nhận được đánh giá tích cực từ giới phê bình, với nhiều lời khen dành cho cốt truyện, các phân cảnh hành động cũng như diễn xuất của Cruise và Blunt. Cuộc chiến luân hồi có doanh thu hơn 370,5 triệu đô la Mỹ trên toàn cầu. Phần tiếp theo của bộ phim có tựa đề Live Die Repeat and Repeat, đang trong quá trình phát triển.

## Nội dung
Năm 2015, chủng sinh vật vũ trụ mang tên "Mimic" đổ bộ nước Đức thông qua một tiểu hành tinh và nhanh chóng chinh phục hầu hết châu Âu. Năm năm sau, Lực lượng Phòng vệ Thống nhất (UDF), một liên minh quân sự toàn cầu được thành lập để chống lại mối đe dọa ngoài hành tinh, cuối cùng cũng đã giành được chiến thắng trước Mimic tại Verdun nhờ trang bị cho binh lính bộ cường giáp mới phát triển. Tại Anh, UDF lên kế hoạch cho một cuộc tấn công lớn tại Pháp, Tướng Brigham (Brendan Gleeson) ra lệnh cho Thiếu tá William Cage (Tom Cruise) thuộc bộ phận quan hệ truyền thông đưa tin về sự kiện này. Cage, một sĩ quan không có chút kinh nghiệm chiến đấu nào, phản đối mệnh lệnh và đe dọa sẽ đỗ lỗi cho Brigham nếu chiến dịch thất bại. Brigham bắt cóc Cage và gửi anh tới sân bay Heathrow, hiện đang là một căn cứ quân sự. Tại đây, Cage tỉnh dậy và nhận ra Brigham đã giáng chức mình xuống làm binh nhì, phải chịu sự quản lý của Trung sĩ Farell (Bill Paxton) và biệt đội J-Squad, gồm toàn những thành viên không ưa Cage.
Cuộc đổ bộ tại bờ biển ở Pháp là một thất bại to lớn, Farell và toàn đội J-Squad của ông dễ dàng bị giết. Cage sử dụng một khối mìn Claymore để tiêu diệt một con Mimic màu xanh, nhưng rồi mất mạng vì bị phân hủy bởi máu của con quái vật. Sau đó, Cage giật mình tỉnh giấc và thấy mình đã trở lại Heathrow, hồi tưởng lại những sự kiện xảy ra sáng hôm trước. Anh cố cảnh báo Farell về chiến dịch thảm bại sắp xảy đến, nhưng hoàn toàn bị ngó lơ. Từ đây, Cage vướng vào vòng lặp hy sinh ở bờ biển rồi lại thức giấc tại Heathrow, hết lần này tới lần khác và cứ mỗi lần như vậy, Cage càng thành thục kĩ năng chiến đấu hơn. Trong một lần lặp, Cage cố gắng cứu mạng Trung sĩ Rita Vrataski (Emily Blunt), anh hùng của trận Verdun. Cô nhận ra khả năng của Cage và ra lệnh cho anh tìm cô ngay khi tỉnh dậy một lần nữa.
Cage thức dậy và tìm tới Vrataski, cô đưa anh tới gặp Tiến sĩ Carter (Noah Taylor), một chuyên gia sinh học nghiên cứu về Mimic. Ông giải thích rằng, quân đoàn Mimic là một siêu tổ chức, trong đó "Omega" kiểm soát đại não, còn các "Alpha" hoạt động như các hạch thần kinh, được "Omega" điều khiển. Nếu một Alpha chết, Omega sẽ đặt lại ngày và điều chỉnh chiến thuật của mình cho tới khi giành được chiến thắng. Cage đã vô tình "chiếm đoạt" khả năng thiết lập lại thời gian của Mimic thông qua việc tiếp xúc với máu của một Alpha. Vrataski cũng có được khả năng này ở Verdun và sử dụng nó để giành chiến thắng trước khi cô bị thương, được truyền máu và mất đi năng lực. Cô khẳng định với Cage rằng cần xác định chính xác vị trí của Omega và hủy diệt nó thì mới có thể kết thúc cuộc chiến.
Qua nhiều vòng lặp liên tục, Vrataski muốn huấn luyện Cage trở thành một chiến binh xuất sắc để có thể vượt qua bãi chiến trường ở Pháp. Chán nản, Cage đào ngũ đến Luân Đôn, phát hiện ra Mimic sẽ tấn công nơi này ngay sau chiến dịch đổ bộ của UDF. Anh cũng nhìn thấy những hình ảnh về một con đập ở Đức, nơi Omega đang ẩn náu. Trải qua nhiều lần chiến đấu để tìm cách sống sót, Cage ngày càng gần gũi với Vrataski hơn, nhưng cô thì chỉ quan tâm đến nhiệm vụ. Khi đến một địa điểm mà chắc chắn Vrataski sẽ bị giết cho dù hai người có làm gì đi chăng nữa, Cage quyết định bay đến con đập một mình. Omega không có ở đó còn Cage thì bị một Alpha phục kích tấn công, hòng tước bỏ khả năng thiết lập lại thời gian của anh, nhưng Cage đã cố tình tự sát.
Cage và Vrataski thâm nhập vào Bộ Quốc phòng, nơi Cage thuyết phục Brigham đưa cho anh ta thiết bị nguyên mẫu của Carter để có thể định vị Omega. Trong cuộc rượt đuổi sau đó, họ phát hiện ra Omega đang nằm dưới Kim tự tháp Louvre ở Paris. Cage bị bắt và trọng thương, anh tỉnh dậy trong bệnh viện và thấy mình đã được truyền máu, đồng nghĩa với việc mất đi khả năng lặp thời gian.
Vrataski giải thoát cho Cage, họ chiêu mộ J-Squad để giúp tiêu diệt Omega trước khi cuộc đổ bộ bắt đầu. Tại Paris, nhóm lính đã hy sinh bản thân để Cage và Vrataski có thể đến Kim tự tháp Louvre. Vrataski hôn Cage, cảm ơn vì tất cả những gì anh đã làm, rồi liều mình đánh lạc hướng một con Alpha đang ngăn họ tiếp cận Omega. Alpha giết chết Vrataski và làm bị thương Cage, nhưng anh vẫn kịp dùng một đai lựu đạn hủy diệt Omega, cũng như con Alpha và toàn bộ quân đoàn Mimic.
Cage hấp hối, chìm trong máu của Omega, anh tỉnh dậy và thấy mình đang trên đường đến cuộc gặp đầu tiên với Brigham. Phát thanh viên trên TV nói rằng các hoạt động của Mimic đã ngừng sau một đợt tăng năng lượng bí ẩn ở Paris. Cage đến Heathrow, với tư cách Thiếu tá, nhìn thấy tất cả thành viên J-Squad đều còn sống. Sau đó, anh tìm gặp Vrataski, bật cười khi thấy cô vẫn chào đón mình như nhiều lần trước.

## Diễn viên
- Tom Cruise vai Thiếu tá William Cage
- Emily Blunt vai Trung sĩ Rita Vrataski, "Thiên thần Verdun"
- Bill Paxton vai Trung sĩ Farell
- Brendan Gleeson vai Tướng Brigham
- Noah Taylor vai Tiến sĩ Noah Carter
- Jonas Armstrong vai Skinner
- Tony Way vai Kimmel
- Kick Gurry vai Griff
- Charlotte Riley vai Nance
- Franz Drameh vai Ford
- Dragomir Mrsic vai Kuntz
- Masayoshi Haneda vai Takeda
- Madeleine Mantock vai Hạ sĩ Julie Montgomery
- Jeremy Piven vai Đại tá Walter Marx

## Ê-kíp
- Doug Liman – đạo diễn

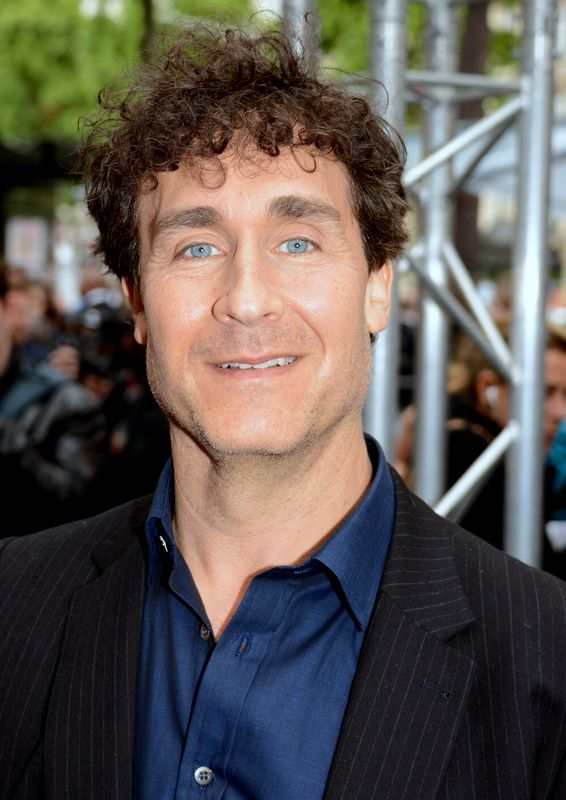
Đạo diễn Doug Liman tại buổi ra mắt phim ở Paris

- Christopher McQuarrie – đồng biên kịch
- Jez Butterworth – đồng biên kịch
- John-Henry Butterworth – đồng biên kịch
- Erwin Stoff – nhà sản xuất
- Tom Lassally – nhà sản xuất
- Jeffrey Silver – nhà sản xuất
- Gregory Jacobs – nhà sản xuất
- Jason Hoffs – nhà sản xuất
- Dion Beebe – nhà quay phim
- Oliver Scholl – thiết kế sản xuất
- Kate Hawley – thiết kế trang phục
- James Herbert – biên tập viên
- Laura Jennings – biên tập viên
- Christophe Beck – nhà soạn nhạc
- Nick Davis – giám sát hiệu ứng hình ảnh

## Sản xuất

### Phát triển và lên kịch bản
Vào năm 2009, Viz Media xuất bản cuốn tiểu thuyết gốc ở Bắc Mỹ. Cũng trong năm 2009, sau khi thu hút được sự quan tâm của nhà sản xuất Erwin Stoff, công ty 3 Arts Entertainment của ông này đã chọn tác phẩm. Tiếp đó, 3 Arts hợp tác với công ty phim con của nhà xuất bản Viz Productions, do Jason Hoffs đứng đầu. Chủ tịch Viz Media, Hidemi Fukuhara, từng là một giám đốc sản xuất. Thay vì rao bán ngay bản quyền cho các xưởng phim để chuyển thể kịch bản và sản xuất phim, 3 Arts quyết định phát triển một kịch bản đặc tả, rồi mới đem giới thiệu tới các studio. Stoff đã tiếp cận nhà văn Dante Harper và gửi cho anh ta một bản sao của cuốn tiểu thuyết. Harper nhận thấy cuốn sách "quá phức tạp" để chuyển thể sao cho phù hợp, nhưng bất chấp viễn cảnh làm việc không lương, anh vẫn "mạo hiểm" nhận công việc và mất tám tháng để viết kịch bản. Sau khi hoàn thành, Warner Bros. đã mua nó với giá 3 triệu đô la Mỹ vào tháng 4 năm 2010. Tới tháng 8 năm sau, hãng này thuê Doug Liman đạo diễn dự án phim chuyển thể. Kịch bản của Harper xuất hiện trên ấn bản năm 2010 của Black List, một cuộc khảo sát thường niên dành cho những kịch bản phim điện ảnh "được ưa thích nhất" mà vẫn chưa được sản xuất.
Vào tháng 6 năm 2011, Joby Harold được thuê để viết lại kịch bản. Đến tháng 9 cùng năm, Warner Bros. nhắm đến Brad Pitt cho vai chính; sau khi anh này từ chối, hãng phim mới tiếp cận Tom Cruise. Khi Cruise nhận lời, kịch bản đã phải thay đổi độ tuổi của vai chính cho phù hợp với diễn viên. Đến tháng 12 năm 2011, Cruise chính thức tham gia bộ phim. Emily Blunt thì bắt đầu đàm phán để đóng cùng Cruise vào tháng 4 năm 2012. Bộ đôi biên kịch Roberto Orci và Alex Kurtzman cũng đưa ra một bản nháp kịch bản của riêng họ.
Sáu tháng trước khi bộ phim bắt đầu quay, Liman đã lược bỏ tới 2/3 kịch bản gốc của Harper. Jez Butterworth và John-Henry Butterworth được giao nhiệm vụ cải biên kịch bản. Nhà biên kịch Simon Kinberg tiếp quản công việc từ Butterworths và tám tuần trước khi bắt đầu quay, anh ta lại bị thay thế bởi Christopher McQuarrie. McQuarrie được giới thiệu cho dự án khi làm việc cùng Cruise trong Jack Reacher. Đọc kịch bản từ trước đó, McQuarrie "hiểu rất rõ tiền đề của câu chuyện và biết điều họ đang kiếm tìm ở các nhân vật". Ngay cả khi các phiên bản kịch bản trước đó có phần đen tối hơn, Cruise vẫn nhấn mạnh với McQuarrie về tầm quan trọng của yếu tố hài hước. Nam diễn viên so sánh những cái chết của nhân vật Cage với bộ phim hoạt hình Chó sói Wile E. và Gà lôi, anh nói, "Thật thú vị khi tự nghĩ ra những cách kết liễu bản thân mới."
Kịch bản vẫn chưa có một kết thúc mỹ mãn, mặc dù các nhà sản xuất và điều hành hãng phim lo lắng về việc khởi quay mà không có cái kết phim cụ thể, Liman vẫn chọn phương án hoàn thành kịch bản trong quá trình quay phim chính. McQuarrie đã có lúc đề nghị thêm một bước ngoặt liên quan đến việc quân đoàn Mimic phát hiện ra cuộc tấn công của Cage tại Paris và đặt lại thời gian, nhưng rồi loại bỏ ý tưởng này vì "người xem đã quá mệt mỏi vào thời điểm đó của bộ phim." Cuối cùng, McQuarrie cho rằng việc tập trung vào các khía cạnh hài hước có nghĩa là "phim cần phải có một cái kết không quá ác nghiệt", và do đó đã chọn kết thúc cốt truyện ở nơi nó bắt đầu, trên chiếc trực thăng đưa Cage đến Luân Đôn, tuân thủ quan điểm "một bộ phim hài cần phải đưa mọi thứ trở về lúc ban đầu".

### Làm phim
Quá trình sản xuất bắt đầu tại Leavesden Studios gần Luân Đôn, nơi trước đó được Warner Brothers mua để làm một studio lâu dài. Địa điểm này từng được WB chọn để quay Harry Potter, nhưng hãng không quay trở lại phim trường trong suốt một thập kỷ và cuối cùng đã xem đây như một địa điểm bán cố định. Phân đoạn mở đầu với sự xuất hiện của Tom Cruise được quay ngay trong phòng biên tập của Liman, nam diễn viên thì tự trang điểm và làm tóc, đạo diễn đã phải thốt lên rằng đây "có thể là việc độc lập nhất mà tôi từng được làm." Mặc dù Liman dự định quay trận chiến trên bãi biển tại địa điểm thực, nhưng thay vào đó, xưởng phim đã xây dựng một bãi biển giả ở trường quay. Phim trường được bao quanh bởi các tấm phông nền xanh lá cây, chúng được các chuyên gia hiệu ứng hình ảnh sử dụng để mở rộng khung cảnh bãi biển với các hình ảnh tại Saunton Sands, Bắc Devon. Tất cả được thiết kế sao cho cảnh chiến đấu gợi nhớ đến những trận chiến ven biển trong Thế chiến thứ hai như trận Normandie hay trận Dunkerque.